# Packed!
Packed! är det femte studioalbumet av den engelska rockgruppen The Pretenders, utgivet den 22 maj 1990 på Sire Records. Albumet producerades av Mitchell Froom. Det innehåller singlarna "Never Do That", "Hold a Candle to This" och "Sense of Purpose".

## Låtlista
Alla låtar skrivna av Chrissie Hynde, där inget annat anges.
1. "Never Do That" – 3:19
2. "Let's Make a Pact" – 3:18
3. "Millionaires" – 3:04
4. "May This Be Love" (Jimi Hendrix) – 2:43
5. "No Guarantee" – 3:49
6. "When Will I See You" (Hynde, Johnny Marr) – 4:54
7. "Sense of Purpose" – 3:02
8. "Downtown (Akron)" – 2:43
9. "How Do I Miss You" – 4:22
10. "Hold a Candle to This" – 3:40
11. "Criminal" – 4:18

## Medverkande
- Chrissie Hynde – gitarr, sång

med
- Blair Cunningham – trummor (1-11), bakgrundssång (1,8)
- Tchad Blake – gitarr (4,5)
- Billy Bremner – gitarr (1-6,8,9,11), bakgrundssång (1,3,8)
- Tim Finn – bakgrundssång (6)
- Mitchell Froom – keyboard (2,4-6,9,11)
- Mark Hart – bakgrundssång (6)
- Will MacGregor – bas (1), bakgrundssång (1)
- John McKenzie – bas (2,5,6,8,10,11), bakgrundssång (8)
- Dominic Miller – gitarr (7,10), bas (7), bakgrundssång (7)
- Teo Miller – bakgrundssång (3)
- David Rhodes – gitarr (3,11)
- Tony "Gad" Robinson – bas (9), bakgrundssång (9)
- Duane Verh – bas (4)
- Adey Wilson – bakgrundssång (3)